# Loco video loco
Loco vídeo loco fue un programa cómico de cámara escondida de bromas. Transmitido por RCTV desde 1992 hasta 2010.

## Historia
En sus inicios era una sección del programa Cuéntame ese chiste (conducido por Rafael "Cayito" Aponte) dicha sección fue creada por Daniel López de Medrano y  conducida por Laureano Márquez y Erika Medina. Sólo se centraba en la presentación de una serie de vídeos caseros en su gran mayoría tomados de programas norteamericanos (para hacerle competencia al programa de Venevisión de estilo similar llamado TV Manía). Más tarde pasa a ser un programa de cámara escondida, sustituyendo al programa "La cámara indiscreta" del mismo estilo.
Desde 1992 y hasta 1995 la producción y dirección del programa fue realizada por su creador Daniel López de Medrano, actividad que alternaba con la de animador y actor principal de las bromas de cámara escondida. Durante esos tres años Loco vídeo loco se consagró como uno de los 10 programas más vistos de la Televisión Venezolana.
Al cumplirse los 2 años del programa al aire, el programa lo celebró en una conocida discoteca de la ciudad de Caracas, llamada "El Muro de Berlin", y la temática fue de "Fiesta Vaquera", todos los invitados asistieron con vestimenta tipo vaquera.
La celebración estuvo amenizada por el productor Daniel Lopez de Medrano y la presentadora Glenda Gonzalez, asistidos por: Julio Rivero, Mirco Burchi, Leonardo Casano y Luis Alejandro Veiga como integrantes del equipo de producción, la producción ejecutiva estuvo a cargo de Hugo Carregal y como estrella invitada estuvo Juan Carlos Barry del elenco del programa Radio Rochela.
En 1994, Daniel López de Medrano firma con Venezolana de Televisión donde realiza un programa de similar formato llamado Video Indiscreto. RCTV decidió sacar el programa del aire hasta 1998. Cuando RCTV se volvió Internacional este programa se convirtió en el número 1 entre los programas de cámara escondida con un excelente rating.Mónica Pasqualotto y Cynthia Lander ha animado el programa sola hasta que en el 2007 llegó Ramón Castro para ser su pareja de animación, luego por motivos de la animación de La pareja dispareja, Ramón Castró se retiró del programa dando así el pase a Eduardo Galán. En 2009 la animadora sería Kimberly Dos Ramos.

## Conductores
- Erika Medina
- Daniel López de Medrano
- Laureano Márquez
- Glenda González
- Ricardo Rodríguez
- Mónica Pasqualotto
- Cynthia Lander
- Ramón Castro
- Eduardo Galán
- Kimberly Dos Ramos
- Anyela Lo Russo

## Producción
- Titular de Derechos de Autor de la obra original - Radio Caracas Televisión C.A.
- Producida por - Radio Caracas Televisión C.A.
- Vice-Presidente de Dramáticos, Humor y Variedades RCTV Radio Caracas Televisión C.A. - José Simón Escalona.
- Gerente de Proyecto - Alexandra Arreaza
- Productor - Manuel Novoa
- Edición - Saúl Borges
- Musicalizador - Franklin Ostos[1]

## Premio

### El Galardón 2009
- Programa humorístico de televisión: Loco video loco

## Variantes
El programa es similar a ¡Qué locura! de Venevisión, producido y emitido desde 2001 a 2019, y Tas Pillao de Televen, producido desde 2012 hasta la actualidad.